# 世界大象日
世界大象日（英語：World Elephant Day）是每年的8月12日。該節日最早由加拿大動保人士Patricia Sims和泰國的大象放歸基金會於2012年首度設立，其目的在於引起人們對非洲象和亚洲象處境的關注。
目前世界大象日已得到世界動物保護協會等全球90多個動保組織的倡导和推动。
包括瑞吉·葛文、維帝·傑馬在內的不少公眾人物亦曾在世界大象日當天於社群網站上發文表示支持。

## 外部連結
- 官方网站（英文）
- 世界大象日的Facebook專頁（英文）